# Crambus infradentatus
Crambus infradentatus är en fjärilsart som beskrevs av George Francis Hampson 1919. Crambus infradentatus ingår i släktet Crambus och familjen Crambidae. Inga underarter finns listade i Catalogue of Life.